# Spreewald (navire)
Pour les articles homonymes, voir Spreewald (homonymie).
Le Spreewald était un cargo mixte allemand construit en 1922 par les chantiers Deutsche Werft à Hambourg pour la Hamburg America Line. Le navire a été rebaptisé Anubis en 1935, mais redevient le Spreewald en 1939.
Le 31 janvier 1942, lors de son retour en Allemagne, il est coulé par erreur par l'U-333.

## Historique
Au début de la Seconde Guerre mondiale, le navire est retenu à Port Arthur en Chine. En 1941, il est remis en service et lève l'ancre le 21 octobre 1941 à destination de l'Allemagne, chargé de 3 365 tonnes de caoutchouc, 230 tonnes d'étain, 20 tonnes de tungstène et de quinine. Au cours de ce voyage, le Spreewald  a rendez-vous avec le pétrolier ravitailleur allemand Kulmerland et embarque 86 prisonniers britanniques, survivants de navires coulés par le croiseur auxiliaire Kormoran.
Le 31 janvier 1942, le Spreewald est en approche de Bordeaux en France lorsqu'il est torpillé par l'Unterseeboot U-333, dont le commandant, le Kapitänleutnant Peter-Erich Cremer, le prend pour un navire norvégien. Le cargo est en effet camouflé en navire norvégien. L’U-333 tire deux torpilles qui frappent le Spreewald au milieu de la coque, entraînant un violent incendie,  et l'amenant à couler lentement à la position géographique de 45° 12′ N, 24° 50′ O.
Une recherche de survivants est rapidement lancée dans laquelle l’U-333, l'U-575 et l'U-123 sont rejoints par l'U-701, l'U-582, l'U-332 et l'U-105, ainsi que cinq avions de patrouille maritime longue distance Focke-Wulf Fw 200 Condor.
L'U-105 parvient à secourir 25 membres d'équipage et 55 prisonniers dans des canots de sauvetage et des radeaux. Sur les 152 personnes à bord du Spreewald, 72 ont été tuées.
De retour de sa patrouille, Cremer est ensuite traduit en cour martiale, mais déclaré non coupable.

## Sources
- (en) Cet article est partiellement ou en totalité issu de l’article de Wikipédia en anglais intitulé « MV Spreewald » (voir la liste des auteurs).